# Георги Брегов
Георги Костадинов Брегов е български възрожденски дарител, търговец, кмет на Пазарджик.

## Биография
Роден е в град Татар Пазарджик измежду 8-те деца на хаджи Костадин. Родната му къща се намира в квартал Чиксалън, близо до църквата „Св. Арахангел Михаил“.
За кратко преди Освобождението семейство Брегови живее в Браила, Румъния, където се занимава с търговия, а след това се прибира в освободеното отечество.
През февруари 1879 г. Георги Брегов е избран за кмет на града, но поради проблеми със здравето си не успява да изкара мандата си докрай.
Брегов развива активна благотворителна дейност. Купува къща в града и я обзавежда, като след това я предоставя на градската управа за създаване на болница. На Пазарджишкото училищно настоятелство завещава воденицата си в село Кьосе Муратово (дн. с. Братаница). За издръжката на български студенти в чужбина дарява облигация от 1000 рубли от Руския източен заем на Българското културно-просветно дружество „Напредък“ във Виена.
Заболява от туберкулоза, лекува се в Цариград, а след това заминава за Виена да се лекува. Умира по пътя на 19 юли 1884 г. Българското културно-просветно дружество урежда неговото погребение във Виена.
На свое заседание от 18 май 1921 г. Пазарджишкото училищно настоятелство взема решение училище „Св. Арахангел“ да се преименува на „Георги Брегов“ в чест на щедрия дарител.